# Ferrovia Vairano-Isernia
La ferrovia Vairano-Isernia è una linea ferroviaria che collega la città di Isernia alla linea Roma–Napoli via Cassino presso la stazione di Vairano.
La gestione dell'infrastruttura e degli impianti ferroviari è affidata a Rete Ferroviaria Italiana (RFI), società del gruppo Ferrovie dello Stato (FS), che qualifica la linea come complementare.

## Storia
| Tratto                 | Attivazione      | Attivazione |
| ---------------------- | ---------------- | ----------- |
| Vairano-Venafro        | 20 maggio 1886   | [ 3 ]       |
| Venafro-Roccaravindola | 2 settembre 1886 | [ 3 ]       |
| Roccaravindola-Isernia | 21 marzo 1894    | [ 3 ]       |
| Manuale                |                  |             |

## Caratteristiche
| Unknown route-map component "CONTgq" | Unknown route-map component "STR+r" |  |

| Station on track |

|  | Unknown route-map component "ABZgl" | Unknown route-map component "CONTfq" |

| Unknown route-map component "eHST" |

| Unknown route-map component "STR+GRZq" |

| Stop on track |

| Non-passenger station/depot on track |

|  | Unknown route-map component "dABZg2" | Unknown route-map component "STRc3" |

| Unknown route-map component "+d" | Unknown route-map component "dSTR+c12" | Unknown route-map component "ABZl+34" | Unknown route-map component "dCONTfq" |

|  | Unknown route-map component "dABZg+1" | Unknown route-map component "STRc4" |

| Station on track |

| Unknown route-map component "eHST" |

| Unknown route-map component "eHST" |

| Station on track |

| Unknown route-map component "hKRZWae" |

| Unknown route-map component "eHST" |

| Unknown route-map component "eHST" |

| Unknown route-map component "eHST" |

| Non-passenger station/depot on track |

| Station on track |

| 45+247  |
| 128+731 |

| Continuation forward |

La linea è una ferrovia a binario semplice e scartamento ordinario interamente attrezzata con SCMT e BCA. Dal 9 ottobre 2021 l'intera linea risulta elettrificata a 3000 volt in corrente continua.
La circolazione sul tronco Vairano-Venafro è regolata da Dirigente Centrale (DC) con sede a Napoli mentre la tratta Venafro-Isernia è esercita dal Dirigente Centrale Operativo (DCO) sempre con sede a Napoli.
La linea è stata interrotta dal 15 giugno 2020 per i lavori di elettrificazione tra le stazioni di Roccaravindola e Isernia con conseguente istituzione di autoservizi sostitutivi. Il 9 ottobre 2021 è stata attivata l'elettrificazione in pre-esercizio non commerciale e il giorno successivo la linea è stata riaperta temporaneamente al traffico, in attesa di collaudi e autorizzazioni, ancora a trazione diesel. Il 10 dicembre 2023 viene attivata all'esercizio commerciale l'elettrificazione tra Roccaravindola e Isernia.